# Krystian Zimerman
Krystian Zimerman (Zabrze, 1956. december 5. –) lengyel zongorista, karmester, zeneszerző és zeneoktató.

## Élete
Az 1975-ös Nemzetközi Fryderyk Chopin zongoraverseny győztese. Repertoárja felöleli a teljes zenetörténetet Bachtól egészen Lutosławski műveiig. 29 albumot jelentetett meg, a Bécsi Filharmonikusokkal együtt feldolgozta Beethoven 2. zongoraversenyét is.